# بهشية كنارية
البَهْشِيِّة الكنارية (باللاتينية: Ilex canariensis) نوع نباتي يتبع جنس البهشية من الفصيلة البهشية.
موطنها إسبانيا والبرتغال.